# Idrias
Idrias (en llatí Idrias, en grec antic Ἰδριάς) era una ciutat de Cària (Àsia Menor) abans anomenada Chrysaoris. Heròdot indica que el riu Màrsies regava la seva comarca, coneguda com a Idríada.
Se suposa que Antíoc I Soter va fundar la ciutat d'Estratonicea al lloc on abans hi havia Idrias.